# Чубаровка (река)
Чубаровка — река в России, протекает по Свердловской области. Устье реки находится в 112 км по левому берегу реки Ница. Длина реки составляет 42 км, площадь водосборного бассейна 421 км².

## Притоки
- 17 км: Становая
- 30 км: Устиновка

## Данные водного реестра
По данным государственного водного реестра России относится к Иртышскому бассейновому округу, водохозяйственный участок реки — Ница от слияния рек Реж и Нейва и до устья, речной подбассейн реки — Тобол. Речной бассейн реки — Иртыш.
Код объекта в государственном водном реестре — 14010501912111200007316.